# 392년

## 연호
- 동진(東晉) 태원(太元) 17년
- 고구려(高句麗) 영락(永樂) 2년
- 전진(前秦) 태초(太初) 7년
- 후연(後燕) 건흥(建興) 7년
- 서연(西燕) 중흥(中興) 7년
- 후진(後秦) 건초(建初) 7년
- 서진(西秦) 태초(太初) 5년
- 북위(北魏) 등국(登國) 7년
- 후량(後凉) 인가(麟嘉) 4년
- 적위(翟魏) 정정(定鼎) 2년

## 기년
- 동진(東晉) 효무제(孝武帝) 20년
- 북위(北魏) 도무제(道武帝) 7년
- 신라(新羅) 내물 마립간(奈勿麻立干) 37년
- 고구려(高句麗) 광개토왕(廣開土王) 2년
- 백제(百濟) 진사왕(辰斯王) 8년 / 아신왕(阿莘王) 원년

## 사건
- 고구려, 상왕 고국양왕 세상을 떠남.
- 고구려 광개토왕이 백제를 쳐서 관미성을 비롯한 11개 성을 함락시켰다.
- 백제, 아신 그의 숙부 진사왕을 죽이고 왕의 자리에 오름.
- 테오도시우스 황제에 의해 그리스도교가 국교화되었다.

## 문화
- 293회 고대 올림픽이 종결됨.

## 사망
- 고구려(高句麗)의 18대 태왕(太王) 고국양왕(故國壤王)
- 백제(百濟)의 16대 어라하(於羅瑕) 진사왕(辰斯王)